# ريكاردو زامورا

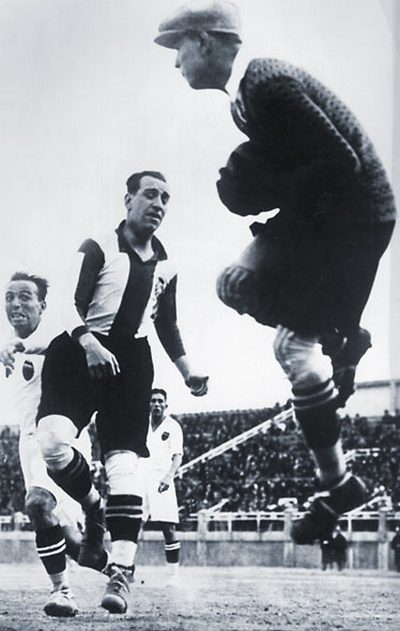
ريكاردو زامورا

ريكاردو زامورا مارتينيز (21 يناير 1901 - 15 سبتمبر 1978) (Ricardo Zamora Martínez) كان لاعب كرة قدم إسباني يلقب بـ «إل ديفينو» (el Divino). كان حارس مرمى، لعب مع منتخب إسبانيا لكرة القدم 46 مباراة.

## مسيرتة الرياضية
بدأ مسيرته الرياضية مع نادي إسبانيول في عام 1916، وانتقل إلى نادي برشلونة في عام 1919 بعد محادثة مع مدير الفريق. شارك في تلك الأثناء مع منتخب بلاده لأول مرة في أولمبياد عام 1920 في بلجيكا، حين هزم فريقه منتخب الدانمارك لكرة القدم بنتيجة 1 - 0، وكان ذلك في 28 أغسطس 1920. الجدير بالذكر أن منتخب إسبانيا أنهى بطولة كرة القدم في تلك الدورة بالمرتبة الثانية وحصل على الميدالية الفضية.
استطاع زامورا الفوز بكأس إسبانيا مرتين مع نادي برشلونة قبل أن يعود إلى إسبانيول في عام 1922، وفاز مع الفريق عام 1929. في نفس العام ساهم زامورا مع منتخب بلاده في هزيمة منتخب إنجلترا لكرة القدم بنتيجة 4 - 3، وكانت تلك أول مرة يخسر فيها المنتخب الإنجليزي لكرة القدم بواسطة منتخب من خارج بريطانيا.
ترك زامورا نادي إسبانيول في نهاية عام 1929 مرة أخرى، والتحق بريال مدريد. ساهم زامورا في حصول ريال مدريد على أول بطولة للدوري الإسباني، وكان ذلك في الموسم 1931/1932، ومرة أخرى بالدوري في العام اللاحق 1932/1933، وفاز أيضاً مع الفريق مرتين بكأس إسبانيا.
اعتزل زامورا كرة القدم في عام 1936 ورحل إلى فرنسا بعد الحرب الأهلية الإسبانية. ومن بعدها أصبح مدرباً، ودرب عدة أندية في إسبانيا. توفي زامورا في 15 سبتمبر 1978 في مسقط رأسه، مدينة برشلونة، إسبانيا.
جائزة زامورا هي جائزة سنوية تقدم إلى أفضل حارس مرمى في الدوري الإسباني، والتي أخذت اسمها من ريكاردو زامورا.